# Stycznik hybrydowy
Stycznik hybrydowy – łącznik automatyczny niskiego napięcia.
Człon łączeniowy składa się z elementów mechanicznych (zestyków) i półprzewodnikowych. W styczniku hybrydowym prawie wyeliminowano łuk elektryczny, gdyż łączenie odbywa się przez człon półprzewodnikowy, a w czasie pracy w stanie przewodzenia tyrystora, łącznik ten bocznikowany jest zestykiem mechanicznym, który eliminuje straty mocy na złączu półprzewodnika. Zastosowanie drugiego łącznika mechanicznego, podłączonego szeregowo, zapewnia przerwę galwaniczną w czasie wyłączenia stycznika. W tego typu łącznikach ważna jest kolejność załączania i wyłączania poszczególnych styków. 